# Critérium du Dauphiné 2023
Critérium du Dauphiné 2023 var den 75:e upplagan av det franska etapploppet Critérium du Dauphiné. Cykelloppets åtta etapper kördes mellan den 4 och 11 juni 2023 med start i Chambon-sur-Lac och målgång i La Bastille. Loppet var en del av UCI World Tour 2023 och vanns av danske Jonas Vingegaard från cykelstallet Jumbo–Visma.

## Deltagande lag
| WorldTeams (18)- AG2R Citroën Team - Alpecin-Deceuninck - Astana Qazaqstan Team - Bora-Hansgrohe - EF Education-EasyPost - Groupama-FDJ - Ineos Grenadiers - Intermarché-Circus-Wanty - Jumbo-Visma - Movistar Team - Soudal Quick-Step - Arkéa-Samsic - Bahrain Victorious - Cofidis - Team DSM - Team Jayco AlUla - Trek-Segafredo - UAE Team Emirates ProTeams (3)- Lotto Dstny - TotalEnergies - Uno-X Pro Cycling Team |
| |

## Etapper
| Etapp | Datum  | Start – mål                              | type        | Distans (km) | Höjdskillnad (m) | Etappvinnare       | Totalledare        |
| ----- | ------ | ---------------------------------------- | ----------- | ------------ | ---------------- | ------------------ | ------------------ |
| 1     | 4 jun  | Chambon-sur-Lac – Chambon-sur-Lac        |             | 157,7        | 2 753 m          | Christophe Laporte | Christophe Laporte |
| 2     | 5 jun  | Brassac-les-Mines – La Chaise-Dieu       |             | 167,3        | 2 865 m          | Julian Alaphilippe | Christophe Laporte |
| 3     | 6 jun  | Monistrol-sur-Loire – Le Coteau          | Flack etapp | 191,3        | 2 089 m          | Christophe Laporte | Christophe Laporte |
| 4     | 7 jun  | Cours – Belmont-de-la-Loire              | Tempoetapp  | 31,1         | 408 m            | Mikkel Bjerg       | Mikkel Bjerg       |
| 5     | 8 jun  | Cormoranche-sur-Saône – Salins-les-Bains |             | 191,1        | 2 018 m          | Jonas Vingegaard   | Jonas Vingegaard   |
| 6     | 9 jun  | Nantua – Crest-Voland                    | Kuperat     | 168,2        | 3 406 m          | Georg Zimmermann   | Jonas Vingegaard   |
| 7     | 10 jun | Porte-de-Savoie – Col de la Croix de Fer | Bergsetapp  | 147,7        | 4 015 m          | Jonas Vingegaard   | Jonas Vingegaard   |
| 8     | 11 jun | Le Pont-de-Claix – Bastille              | Bergsetapp  | 152,8        | 4 160 m          | Giulio Ciccone     | Jonas Vingegaard   |

### 1:a etappen
| Chambon-sur-Lac - Chambon-sur-Lac |  | (157,7 km) |

| \| Placeringar i etappen \| Placeringar i etappen \| Placeringar i etappen \| Placeringar i etappen \| Placeringar i etappen \| \| Cyklist \| Cyklist \| Lag \| Tid \| \| \| --------------------- \| --------------------- \| ------------------------ \| --------------------- \| --------------------- \| \| 1. \| Christophe Laporte \| Jumbo-Visma \| 3t 43' 30" \| \| \| 2. \| Matteo Trentin \| UAE Team Emirates \| + 0" \| \| \| 3. \| Rune Herregodts \| Intermarché-Circus-Wanty \| + 0" \| \| \| 4. \| Axel Zingle \| Cofidis \| + 0" \| \| \| 5. \| Maxim Van Gils \| Lotto Dstny \| + 0" \| \| \| 6. \| Danny van Poppel \| Bora-Hansgrohe \| + 0" \| \| \| 7. \| Andrea Bagioli \| Soudal Quick-Step \| + 0" \| \| \| 8. \| Fred Wright \| Bahrain Victorious \| + 0" \| \| \| 9. \| Robert Stannard \| Alpecin-Deceuninck \| + 0" \| \| \| 10. \| Marco Brenner \| Team DSM \| + 0" \| \| |                    |                          |            |
| |                    |                          |            |
| Källa: ProCyclingStats |                    |                          |            |
| Placeringar i etappen |                    |                          |            |
| Cyklist | Cyklist            | Lag                      | Tid        |
| 1. | Christophe Laporte | Jumbo-Visma              | 3t 43' 30" |
| 2. | Matteo Trentin     | UAE Team Emirates        | + 0"       |
| 3. | Rune Herregodts    | Intermarché-Circus-Wanty | + 0"       |
| 4. | Axel Zingle        | Cofidis                  | + 0"       |
| 5. | Maxim Van Gils     | Lotto Dstny              | + 0"       |
| 6. | Danny van Poppel   | Bora-Hansgrohe           | + 0"       |
| 7. | Andrea Bagioli     | Soudal Quick-Step        | + 0"       |
| 8. | Fred Wright        | Bahrain Victorious       | + 0"       |
| 9. | Robert Stannard    | Alpecin-Deceuninck       | + 0"       |
| 10. | Marco Brenner      | Team DSM                 | + 0"       |

| \| Totaltävlingen \| Totaltävlingen \| Totaltävlingen \| Totaltävlingen \| Totaltävlingen \| \| Cyklist \| Cyklist \| Lag \| Tid \| \| \| -------------- \| ------------------ \| ------------------------ \| -------------- \| -------------- \| \| 1. \| Christophe Laporte \| Jumbo-Visma \| 3t 43' 20" \| \| \| 2. \| Matteo Trentin \| UAE Team Emirates \| + 4" \| \| \| 3. \| Rune Herregodts \| Intermarché-Circus-Wanty \| + 6" \| \| \| 4. \| Axel Zingle \| Cofidis \| + 10" \| \| \| 5. \| Maxim Van Gils \| Lotto Dstny \| + 10" \| \| \| 6. \| Danny van Poppel \| Bora-Hansgrohe \| + 10" \| \| \| 7. \| Andrea Bagioli \| Soudal Quick-Step \| + 10" \| \| \| 8. \| Fred Wright \| Bahrain Victorious \| + 10" \| \| \| 9. \| Robert Stannard \| Alpecin-Deceuninck \| + 10" \| \| \| 10. \| Marco Brenner \| Team DSM \| + 10" \| \| |                    |                          |            |
| |                    |                          |            |
| Källa: ProCyclingStats |                    |                          |            |
| Totaltävlingen |                    |                          |            |
| Cyklist | Cyklist            | Lag                      | Tid        |
| 1. | Christophe Laporte | Jumbo-Visma              | 3t 43' 20" |
| 2. | Matteo Trentin     | UAE Team Emirates        | + 4"       |
| 3. | Rune Herregodts    | Intermarché-Circus-Wanty | + 6"       |
| 4. | Axel Zingle        | Cofidis                  | + 10"      |
| 5. | Maxim Van Gils     | Lotto Dstny              | + 10"      |
| 6. | Danny van Poppel   | Bora-Hansgrohe           | + 10"      |
| 7. | Andrea Bagioli     | Soudal Quick-Step        | + 10"      |
| 8. | Fred Wright        | Bahrain Victorious       | + 10"      |
| 9. | Robert Stannard    | Alpecin-Deceuninck       | + 10"      |
| 10. | Marco Brenner      | Team DSM                 | + 10"      |

### 2:a etappen
| Brassac-les-Mines - La Chaise-Dieu |  | (167,3 km) |

| \| Placeringar i etappen \| Placeringar i etappen \| Placeringar i etappen \| Placeringar i etappen \| Placeringar i etappen \| \| Cyklist \| Cyklist \| Lag \| Tid \| \| \| --------------------- \| --------------------- \| --------------------- \| --------------------- \| --------------------- \| \| 1. \| Julian Alaphilippe \| Soudal Quick-Step \| 3t 54' 53" \| \| \| 2. \| Richard Carapaz \| EF Education-EasyPost \| + 0" \| \| \| 3. \| Natnael Tesfatsion \| Trek-Segafredo \| + 0" \| \| \| 4. \| Christophe Laporte \| Jumbo-Visma \| + 0" \| \| \| 5. \| Maxim Van Gils \| Lotto Dstny \| + 0" \| \| \| 6. \| Robert Stannard \| Alpecin-Deceuninck \| + 0" \| \| \| 7. \| Fred Wright \| Bahrain Victorious \| + 0" \| \| \| 8. \| Oscar Onley \| Team DSM \| + 0" \| \| \| 9. \| Marco Brenner \| Team DSM \| + 0" \| \| \| 10. \| Clément Champoussin \| Arkéa-Samsic \| + 0" \| \| |                     |                       |            |
| |                     |                       |            |
| Källa: ProCyclingStats |                     |                       |            |
| Placeringar i etappen |                     |                       |            |
| Cyklist | Cyklist             | Lag                   | Tid        |
| 1. | Julian Alaphilippe  | Soudal Quick-Step     | 3t 54' 53" |
| 2. | Richard Carapaz     | EF Education-EasyPost | + 0"       |
| 3. | Natnael Tesfatsion  | Trek-Segafredo        | + 0"       |
| 4. | Christophe Laporte  | Jumbo-Visma           | + 0"       |
| 5. | Maxim Van Gils      | Lotto Dstny           | + 0"       |
| 6. | Robert Stannard     | Alpecin-Deceuninck    | + 0"       |
| 7. | Fred Wright         | Bahrain Victorious    | + 0"       |
| 8. | Oscar Onley         | Team DSM              | + 0"       |
| 9. | Marco Brenner       | Team DSM              | + 0"       |
| 10. | Clément Champoussin | Arkéa-Samsic          | + 0"       |

| \| Totaltävlingen \| Totaltävlingen \| Totaltävlingen \| Totaltävlingen \| Totaltävlingen \| \| Cyklist \| Cyklist \| Lag \| Tid \| \| \| -------------- \| -------------------- \| ------------------------ \| -------------- \| -------------- \| \| 1. \| Christophe Laporte \| Jumbo-Visma \| 7t 38' 13" \| \| \| 2. \| Julian Alaphilippe \| Soudal Quick-Step \| + 0" \| \| \| 3. \| Richard Carapaz \| EF Education-EasyPost \| + 4" \| \| \| 4. \| Rune Herregodts \| Intermarché-Circus-Wanty \| + 6" \| \| \| 5. \| Maxim Van Gils \| Lotto Dstny \| + 10" \| \| \| 6. \| Robert Stannard \| Alpecin-Deceuninck \| + 10" \| \| \| 7. \| Fred Wright \| Bahrain Victorious \| + 10" \| \| \| 8. \| Marco Brenner \| Team DSM \| + 10" \| \| \| 9. \| Clément Champoussin \| Arkéa-Samsic \| + 10" \| \| \| 10. \| Edvald Boasson Hagen \| TotalEnergies \| + 10" \| \| |                      |                          |            |
| |                      |                          |            |
| Källa: ProCyclingStats |                      |                          |            |
| Totaltävlingen |                      |                          |            |
| Cyklist | Cyklist              | Lag                      | Tid        |
| 1. | Christophe Laporte   | Jumbo-Visma              | 7t 38' 13" |
| 2. | Julian Alaphilippe   | Soudal Quick-Step        | + 0"       |
| 3. | Richard Carapaz      | EF Education-EasyPost    | + 4"       |
| 4. | Rune Herregodts      | Intermarché-Circus-Wanty | + 6"       |
| 5. | Maxim Van Gils       | Lotto Dstny              | + 10"      |
| 6. | Robert Stannard      | Alpecin-Deceuninck       | + 10"      |
| 7. | Fred Wright          | Bahrain Victorious       | + 10"      |
| 8. | Marco Brenner        | Team DSM                 | + 10"      |
| 9. | Clément Champoussin  | Arkéa-Samsic             | + 10"      |
| 10. | Edvald Boasson Hagen | TotalEnergies            | + 10"      |

### 3:e etappen
| Monistrol-sur-Loire - Le Coteau | Flack etapp | (191,3 km) |

| \| Placeringar i etappen \| Placeringar i etappen \| Placeringar i etappen \| Placeringar i etappen \| Placeringar i etappen \| \| Cyklist \| Cyklist \| Lag \| Tid \| \| \| --------------------- \| ---------------------- \| ------------------------ \| --------------------- \| --------------------- \| \| 1. \| Christophe Laporte \| Jumbo-Visma \| 4t 43' 28" \| \| \| 2. \| Matteo Trentin \| UAE Team Emirates \| + 0" \| \| \| 3. \| Milan Menten \| Lotto Dstny \| + 0" \| \| \| 4. \| Hugo Hofstetter \| Arkéa-Samsic \| + 0" \| \| \| 5. \| Matevž Govekar \| Bahrain Victorious \| + 0" \| \| \| 6. \| Tobias Bayer \| Alpecin-Deceuninck \| + 0" \| \| \| 7. \| Axel Zingle \| Cofidis \| + 0" \| \| \| 8. \| Madis Mihkels \| Intermarché-Circus-Wanty \| + 0" \| \| \| 9. \| Martin Bugge Urianstad \| Uno-X Pro Cycling Team \| + 0" \| \| \| 10. \| Danny van Poppel \| Bora-Hansgrohe \| + 0" \| \| |                        |                          |            |
| |                        |                          |            |
| Källa: ProCyclingStats |                        |                          |            |
| Placeringar i etappen |                        |                          |            |
| Cyklist | Cyklist                | Lag                      | Tid        |
| 1. | Christophe Laporte     | Jumbo-Visma              | 4t 43' 28" |
| 2. | Matteo Trentin         | UAE Team Emirates        | + 0"       |
| 3. | Milan Menten           | Lotto Dstny              | + 0"       |
| 4. | Hugo Hofstetter        | Arkéa-Samsic             | + 0"       |
| 5. | Matevž Govekar         | Bahrain Victorious       | + 0"       |
| 6. | Tobias Bayer           | Alpecin-Deceuninck       | + 0"       |
| 7. | Axel Zingle            | Cofidis                  | + 0"       |
| 8. | Madis Mihkels          | Intermarché-Circus-Wanty | + 0"       |
| 9. | Martin Bugge Urianstad | Uno-X Pro Cycling Team   | + 0"       |
| 10. | Danny van Poppel       | Bora-Hansgrohe           | + 0"       |

| \| Totaltävlingen \| Totaltävlingen \| Totaltävlingen \| Totaltävlingen \| Totaltävlingen \| \| Cyklist \| Cyklist \| Lag \| Tid \| \| \| -------------- \| -------------------------- \| ------------------------ \| -------------- \| -------------- \| \| 1. \| Christophe Laporte \| Jumbo-Visma \| 12t 21' 28" \| \| \| 2. \| Julian Alaphilippe \| Soudal Quick-Step \| + 11" \| \| \| 3. \| Richard Carapaz \| EF Education-EasyPost \| + 17" \| \| \| 4. \| Rune Herregodts \| Intermarché-Circus-Wanty \| + 19" \| \| \| 5. \| Maxim Van Gils \| Lotto Dstny \| + 23" \| \| \| 6. \| Fred Wright \| Bahrain Victorious \| + 23" \| \| \| 7. \| Marco Brenner \| Team DSM \| + 23" \| \| \| 8. \| Edvald Boasson Hagen \| TotalEnergies \| + 23" \| \| \| 9. \| Tobias Halland Johannessen \| Uno-X Pro Cycling Team \| + 23" \| \| \| 10. \| Axel Zingle \| Cofidis \| + 23" \| \| |                            |                          |             |
| |                            |                          |             |
| Källa: ProCyclingStats |                            |                          |             |
| Totaltävlingen |                            |                          |             |
| Cyklist | Cyklist                    | Lag                      | Tid         |
| 1. | Christophe Laporte         | Jumbo-Visma              | 12t 21' 28" |
| 2. | Julian Alaphilippe         | Soudal Quick-Step        | + 11"       |
| 3. | Richard Carapaz            | EF Education-EasyPost    | + 17"       |
| 4. | Rune Herregodts            | Intermarché-Circus-Wanty | + 19"       |
| 5. | Maxim Van Gils             | Lotto Dstny              | + 23"       |
| 6. | Fred Wright                | Bahrain Victorious       | + 23"       |
| 7. | Marco Brenner              | Team DSM                 | + 23"       |
| 8. | Edvald Boasson Hagen       | TotalEnergies            | + 23"       |
| 9. | Tobias Halland Johannessen | Uno-X Pro Cycling Team   | + 23"       |
| 10. | Axel Zingle                | Cofidis                  | + 23"       |

### 4:e etappen
| Cours - Belmont-de-la-Loire | Tempoetapp | (31,1 km) |

| \| Placeringar i etappen \| Placeringar i etappen \| Placeringar i etappen \| Placeringar i etappen \| Placeringar i etappen \| \| Cyklist \| Cyklist \| Lag \| Tid \| \| \| --------------------- \| --------------------- \| ------------------------ \| --------------------- \| --------------------- \| \| 1. \| Mikkel Bjerg \| UAE Team Emirates \| 37' 28" \| \| \| 2. \| Jonas Vingegaard \| Jumbo-Visma \| + 12" \| \| \| 3. \| Rémi Cavagna \| Soudal Quick-Step \| + 27" \| \| \| 4. \| Fred Wright \| Bahrain Victorious \| + 34" \| \| \| 5. \| Ben O'Connor \| AG2R Citroën Team \| + 41" \| \| \| 6. \| Felix Großschartner \| UAE Team Emirates \| + 44" \| \| \| 7. \| Rune Herregodts \| Intermarché-Circus-Wanty \| + 54" \| \| \| 8. \| Adam Yates \| UAE Team Emirates \| + 57" \| \| \| 9. \| Nelson Oliveira \| Movistar Team \| + 1' 02" \| \| \| 10. \| Jonathan Castroviejo \| Ineos Grenadiers \| + 1' 05" \| \| |                      |                          |          |
| |                      |                          |          |
| Källa: ProCyclingStats |                      |                          |          |
| Placeringar i etappen |                      |                          |          |
| Cyklist | Cyklist              | Lag                      | Tid      |
| 1. | Mikkel Bjerg         | UAE Team Emirates        | 37' 28"  |
| 2. | Jonas Vingegaard     | Jumbo-Visma              | + 12"    |
| 3. | Rémi Cavagna         | Soudal Quick-Step        | + 27"    |
| 4. | Fred Wright          | Bahrain Victorious       | + 34"    |
| 5. | Ben O'Connor         | AG2R Citroën Team        | + 41"    |
| 6. | Felix Großschartner  | UAE Team Emirates        | + 44"    |
| 7. | Rune Herregodts      | Intermarché-Circus-Wanty | + 54"    |
| 8. | Adam Yates           | UAE Team Emirates        | + 57"    |
| 9. | Nelson Oliveira      | Movistar Team            | + 1' 02" |
| 10. | Jonathan Castroviejo | Ineos Grenadiers         | + 1' 05" |

| \| Totaltävlingen \| Totaltävlingen \| Totaltävlingen \| Totaltävlingen \| Totaltävlingen \| \| Cyklist \| Cyklist \| Lag \| Tid \| \| \| -------------- \| ------------------- \| ------------------------ \| -------------- \| -------------- \| \| 1. \| Mikkel Bjerg \| UAE Team Emirates \| 12t 59' 19" \| \| \| 2. \| Jonas Vingegaard \| Jumbo-Visma \| + 12" \| \| \| 3. \| Fred Wright \| Bahrain Victorious \| + 34" \| \| \| 4. \| Ben O'Connor \| AG2R Citroën Team \| + 41" \| \| \| 5. \| Felix Großschartner \| UAE Team Emirates \| + 44" \| \| \| 6. \| Rune Herregodts \| Intermarché-Circus-Wanty \| + 50" \| \| \| 7. \| Adam Yates \| UAE Team Emirates \| + 57" \| \| \| 8. \| Julian Alaphilippe \| Soudal Quick-Step \| + 1' 00" \| \| \| 9. \| Daniel Martínez \| Ineos Grenadiers \| + 1' 07" \| \| \| 10. \| Jai Hindley \| Bora-Hansgrohe \| + 1' 08" \| \| |                     |                          |             |
| |                     |                          |             |
| Källa: ProCyclingStats |                     |                          |             |
| Totaltävlingen |                     |                          |             |
| Cyklist | Cyklist             | Lag                      | Tid         |
| 1. | Mikkel Bjerg        | UAE Team Emirates        | 12t 59' 19" |
| 2. | Jonas Vingegaard    | Jumbo-Visma              | + 12"       |
| 3. | Fred Wright         | Bahrain Victorious       | + 34"       |
| 4. | Ben O'Connor        | AG2R Citroën Team        | + 41"       |
| 5. | Felix Großschartner | UAE Team Emirates        | + 44"       |
| 6. | Rune Herregodts     | Intermarché-Circus-Wanty | + 50"       |
| 7. | Adam Yates          | UAE Team Emirates        | + 57"       |
| 8. | Julian Alaphilippe  | Soudal Quick-Step        | + 1' 00"    |
| 9. | Daniel Martínez     | Ineos Grenadiers         | + 1' 07"    |
| 10. | Jai Hindley         | Bora-Hansgrohe           | + 1' 08"    |

### 5:e etappen
| Cormoranche-sur-Saône - Salins-les-Bains |  | (191,1 km) |

| \| Placeringar i etappen \| Placeringar i etappen \| Placeringar i etappen \| Placeringar i etappen \| Placeringar i etappen \| \| Cyklist \| Cyklist \| Lag \| Tid \| \| \| --------------------- \| -------------------------- \| ---------------------- \| --------------------- \| --------------------- \| \| 1. \| Jonas Vingegaard \| Jumbo-Visma \| 4t 03' 42" \| \| \| 2. \| Julian Alaphilippe \| Soudal Quick-Step \| + 31" \| \| \| 3. \| Tobias Halland Johannessen \| Uno-X Pro Cycling Team \| + 31" \| \| \| 4. \| Clément Champoussin \| Arkéa-Samsic \| + 31" \| \| \| 5. \| Max Poole \| Team DSM \| + 31" \| \| \| 6. \| Jai Hindley \| Bora-Hansgrohe \| + 31" \| \| \| 7. \| Enric Mas \| Movistar Team \| + 31" \| \| \| 8. \| Adam Yates \| UAE Team Emirates \| + 31" \| \| \| 9. \| Lenny Martinez \| Groupama-FDJ \| + 31" \| \| \| 10. \| Esteban Chaves \| EF Education-EasyPost \| + 31" \| \| |                            |                        |            |
| |                            |                        |            |
| Källa: ProCyclingStats |                            |                        |            |
| Placeringar i etappen |                            |                        |            |
| Cyklist | Cyklist                    | Lag                    | Tid        |
| 1. | Jonas Vingegaard           | Jumbo-Visma            | 4t 03' 42" |
| 2. | Julian Alaphilippe         | Soudal Quick-Step      | + 31"      |
| 3. | Tobias Halland Johannessen | Uno-X Pro Cycling Team | + 31"      |
| 4. | Clément Champoussin        | Arkéa-Samsic           | + 31"      |
| 5. | Max Poole                  | Team DSM               | + 31"      |
| 6. | Jai Hindley                | Bora-Hansgrohe         | + 31"      |
| 7. | Enric Mas                  | Movistar Team          | + 31"      |
| 8. | Adam Yates                 | UAE Team Emirates      | + 31"      |
| 9. | Lenny Martinez             | Groupama-FDJ           | + 31"      |
| 10. | Esteban Chaves             | EF Education-EasyPost  | + 31"      |

| \| Totaltävlingen \| Totaltävlingen \| Totaltävlingen \| Totaltävlingen \| Totaltävlingen \| \| Cyklist \| Cyklist \| Lag \| Tid \| \| \| -------------- \| ------------------- \| ------------------ \| -------------- \| -------------- \| \| 1. \| Jonas Vingegaard \| Jumbo-Visma \| 17t 03' 03" \| \| \| 2. \| Julian Alaphilippe \| Soudal Quick-Step \| + 1' 23" \| \| \| 3. \| Ben O'Connor \| AG2R Citroën Team \| + 1' 24" \| \| \| 4. \| Adam Yates \| UAE Team Emirates \| + 1' 26" \| \| \| 5. \| Felix Großschartner \| UAE Team Emirates \| + 1' 27" \| \| \| 6. \| Jai Hindley \| Bora-Hansgrohe \| + 1' 37" \| \| \| 7. \| Jack Haig \| Bahrain Victorious \| + 1' 44" \| \| \| 8. \| Daniel Martínez \| Ineos Grenadiers \| + 2' 07" \| \| \| 9. \| Mikkel Bjerg \| UAE Team Emirates \| + 2' 21" \| \| \| 10. \| Guillaume Martin \| Cofidis \| + 2' 54" \| \| |                     |                    |             |
| |                     |                    |             |
| Källa: ProCyclingStats |                     |                    |             |
| Totaltävlingen |                     |                    |             |
| Cyklist | Cyklist             | Lag                | Tid         |
| 1. | Jonas Vingegaard    | Jumbo-Visma        | 17t 03' 03" |
| 2. | Julian Alaphilippe  | Soudal Quick-Step  | + 1' 23"    |
| 3. | Ben O'Connor        | AG2R Citroën Team  | + 1' 24"    |
| 4. | Adam Yates          | UAE Team Emirates  | + 1' 26"    |
| 5. | Felix Großschartner | UAE Team Emirates  | + 1' 27"    |
| 6. | Jai Hindley         | Bora-Hansgrohe     | + 1' 37"    |
| 7. | Jack Haig           | Bahrain Victorious | + 1' 44"    |
| 8. | Daniel Martínez     | Ineos Grenadiers   | + 2' 07"    |
| 9. | Mikkel Bjerg        | UAE Team Emirates  | + 2' 21"    |
| 10. | Guillaume Martin    | Cofidis            | + 2' 54"    |

### 6:e etappen
| Nantua - Crest-Voland | Kuperat | (168,2 km) |

| \| Placeringar i etappen \| Placeringar i etappen \| Placeringar i etappen \| Placeringar i etappen \| Placeringar i etappen \| \| Cyklist \| Cyklist \| Lag \| Tid \| \| \| --------------------- \| --------------------- \| ------------------------ \| --------------------- \| --------------------- \| \| 1. \| Georg Zimmermann \| Intermarché-Circus-Wanty \| 4t 02' 50" \| \| \| 2. \| Mathieu Burgaudeau \| TotalEnergies \| + 1" \| \| \| 3. \| Jonathan Castroviejo \| Ineos Grenadiers \| + 8" \| \| \| 4. \| Giulio Ciccone \| Trek-Segafredo \| + 48" \| \| \| 5. \| Ben O'Connor \| AG2R Citroën Team \| + 48" \| \| \| 6. \| Adam Yates \| UAE Team Emirates \| + 48" \| \| \| 7. \| Jack Haig \| Bahrain Victorious \| + 48" \| \| \| 8. \| Jai Hindley \| Bora-Hansgrohe \| + 48" \| \| \| 9. \| Julian Alaphilippe \| Soudal Quick-Step \| + 48" \| \| \| 10. \| Enric Mas \| Movistar Team \| + 48" \| \| |                      |                          |            |
| |                      |                          |            |
| Källa: ProCyclingStats |                      |                          |            |
| Placeringar i etappen |                      |                          |            |
| Cyklist | Cyklist              | Lag                      | Tid        |
| 1. | Georg Zimmermann     | Intermarché-Circus-Wanty | 4t 02' 50" |
| 2. | Mathieu Burgaudeau   | TotalEnergies            | + 1"       |
| 3. | Jonathan Castroviejo | Ineos Grenadiers         | + 8"       |
| 4. | Giulio Ciccone       | Trek-Segafredo           | + 48"      |
| 5. | Ben O'Connor         | AG2R Citroën Team        | + 48"      |
| 6. | Adam Yates           | UAE Team Emirates        | + 48"      |
| 7. | Jack Haig            | Bahrain Victorious       | + 48"      |
| 8. | Jai Hindley          | Bora-Hansgrohe           | + 48"      |
| 9. | Julian Alaphilippe   | Soudal Quick-Step        | + 48"      |
| 10. | Enric Mas            | Movistar Team            | + 48"      |

| \| Totaltävlingen \| Totaltävlingen \| Totaltävlingen \| Totaltävlingen \| Totaltävlingen \| \| Cyklist \| Cyklist \| Lag \| Tid \| \| \| -------------- \| -------------------------- \| ---------------------- \| -------------- \| -------------- \| \| 1. \| Jonas Vingegaard \| Jumbo-Visma \| 21t 06' 41" \| \| \| 2. \| Ben O'Connor \| AG2R Citroën Team \| + 1' 10" \| \| \| 3. \| Julian Alaphilippe \| Soudal Quick-Step \| + 1' 23" \| \| \| 4. \| Adam Yates \| UAE Team Emirates \| + 1' 26" \| \| \| 5. \| Jai Hindley \| Bora-Hansgrohe \| + 1' 37" \| \| \| 6. \| Jack Haig \| Bahrain Victorious \| + 1' 44" \| \| \| 7. \| Daniel Martínez \| Ineos Grenadiers \| + 2' 07" \| \| \| 8. \| Guillaume Martin \| Cofidis \| + 2' 54" \| \| \| 9. \| Mikkel Bjerg \| UAE Team Emirates \| + 2' 55" \| \| \| 10. \| Tobias Halland Johannessen \| Uno-X Pro Cycling Team \| + 2' 57" \| \| |                            |                        |             |
| |                            |                        |             |
| Källa: ProCyclingStats |                            |                        |             |
| Totaltävlingen |                            |                        |             |
| Cyklist | Cyklist                    | Lag                    | Tid         |
| 1. | Jonas Vingegaard           | Jumbo-Visma            | 21t 06' 41" |
| 2. | Ben O'Connor               | AG2R Citroën Team      | + 1' 10"    |
| 3. | Julian Alaphilippe         | Soudal Quick-Step      | + 1' 23"    |
| 4. | Adam Yates                 | UAE Team Emirates      | + 1' 26"    |
| 5. | Jai Hindley                | Bora-Hansgrohe         | + 1' 37"    |
| 6. | Jack Haig                  | Bahrain Victorious     | + 1' 44"    |
| 7. | Daniel Martínez            | Ineos Grenadiers       | + 2' 07"    |
| 8. | Guillaume Martin           | Cofidis                | + 2' 54"    |
| 9. | Mikkel Bjerg               | UAE Team Emirates      | + 2' 55"    |
| 10. | Tobias Halland Johannessen | Uno-X Pro Cycling Team | + 2' 57"    |

### 7:e etappen
| Porte-de-Savoie - Col de la Croix de Fer | Bergsetapp | (147,7 km) |

| \| Placeringar i etappen \| Placeringar i etappen \| Placeringar i etappen \| Placeringar i etappen \| Placeringar i etappen \| \| Cyklist \| Cyklist \| Lag \| Tid \| \| \| --------------------- \| --------------------- \| ------------------------ \| --------------------- \| --------------------- \| \| 1. \| Jonas Vingegaard \| Jumbo-Visma \| 4t 15' 47" \| \| \| 2. \| Adam Yates \| UAE Team Emirates \| + 41" \| \| \| 3. \| Jai Hindley \| Bora-Hansgrohe \| + 53" \| \| \| 4. \| Ben O'Connor \| AG2R Citroën Team \| + 1' 04" \| \| \| 5. \| Max Poole \| Team DSM \| + 1' 10" \| \| \| 6. \| Jack Haig \| Bahrain Victorious \| + 1' 10" \| \| \| 7. \| Guillaume Martin \| Cofidis \| + 1' 10" \| \| \| 8. \| Torstein Træen \| Uno-X Pro Cycling Team \| + 1' 10" \| \| \| 9. \| Daniel Martínez \| Ineos Grenadiers \| + 1' 10" \| \| \| 10. \| Louis Meintjes \| Intermarché-Circus-Wanty \| + 1' 10" \| \| |                  |                          |            |
| |                  |                          |            |
| Källa: ProCyclingStats |                  |                          |            |
| Placeringar i etappen |                  |                          |            |
| Cyklist | Cyklist          | Lag                      | Tid        |
| 1. | Jonas Vingegaard | Jumbo-Visma              | 4t 15' 47" |
| 2. | Adam Yates       | UAE Team Emirates        | + 41"      |
| 3. | Jai Hindley      | Bora-Hansgrohe           | + 53"      |
| 4. | Ben O'Connor     | AG2R Citroën Team        | + 1' 04"   |
| 5. | Max Poole        | Team DSM                 | + 1' 10"   |
| 6. | Jack Haig        | Bahrain Victorious       | + 1' 10"   |
| 7. | Guillaume Martin | Cofidis                  | + 1' 10"   |
| 8. | Torstein Træen   | Uno-X Pro Cycling Team   | + 1' 10"   |
| 9. | Daniel Martínez  | Ineos Grenadiers         | + 1' 10"   |
| 10. | Louis Meintjes   | Intermarché-Circus-Wanty | + 1' 10"   |

| \| Totaltävlingen \| Totaltävlingen \| Totaltävlingen \| Totaltävlingen \| Totaltävlingen \| \| Cyklist \| Cyklist \| Lag \| Tid \| \| \| -------------- \| ------------------ \| ------------------------ \| -------------- \| -------------- \| \| 1. \| Jonas Vingegaard \| Jumbo-Visma \| 25t 22' 18" \| \| \| 2. \| Adam Yates \| UAE Team Emirates \| + 2' 11" \| \| \| 3. \| Ben O'Connor \| AG2R Citroën Team \| + 2' 24" \| \| \| 4. \| Jai Hindley \| Bora-Hansgrohe \| + 2' 36" \| \| \| 5. \| Jack Haig \| Bahrain Victorious \| + 3' 04" \| \| \| 6. \| Daniel Martínez \| Ineos Grenadiers \| + 3' 27" \| \| \| 7. \| Julian Alaphilippe \| Soudal Quick-Step \| + 3' 48" \| \| \| 8. \| Guillaume Martin \| Cofidis \| + 4' 14" \| \| \| 9. \| Louis Meintjes \| Intermarché-Circus-Wanty \| + 4' 19" \| \| \| 10. \| Torstein Træen \| Uno-X Pro Cycling Team \| + 4' 21" \| \| |                    |                          |             |
| |                    |                          |             |
| Källa: ProCyclingStats |                    |                          |             |
| Totaltävlingen |                    |                          |             |
| Cyklist | Cyklist            | Lag                      | Tid         |
| 1. | Jonas Vingegaard   | Jumbo-Visma              | 25t 22' 18" |
| 2. | Adam Yates         | UAE Team Emirates        | + 2' 11"    |
| 3. | Ben O'Connor       | AG2R Citroën Team        | + 2' 24"    |
| 4. | Jai Hindley        | Bora-Hansgrohe           | + 2' 36"    |
| 5. | Jack Haig          | Bahrain Victorious       | + 3' 04"    |
| 6. | Daniel Martínez    | Ineos Grenadiers         | + 3' 27"    |
| 7. | Julian Alaphilippe | Soudal Quick-Step        | + 3' 48"    |
| 8. | Guillaume Martin   | Cofidis                  | + 4' 14"    |
| 9. | Louis Meintjes     | Intermarché-Circus-Wanty | + 4' 19"    |
| 10. | Torstein Træen     | Uno-X Pro Cycling Team   | + 4' 21"    |

### 8:e etappen
| Le Pont-de-Claix - Bastille | Bergsetapp | (152,8 km) |

| \| Placeringar i etappen \| Placeringar i etappen \| Placeringar i etappen \| Placeringar i etappen \| Placeringar i etappen \| \| Cyklist \| Cyklist \| Lag \| Tid \| \| \| --------------------- \| --------------------- \| ------------------------ \| --------------------- \| --------------------- \| \| 1. \| Giulio Ciccone \| Trek-Segafredo \| 4t 06' 04" \| \| \| 2. \| Jonas Vingegaard \| Jumbo-Visma \| + 23" \| \| \| 3. \| Adam Yates \| UAE Team Emirates \| + 33" \| \| \| 4. \| Ben O'Connor \| AG2R Citroën Team \| + 49" \| \| \| 5. \| Guillaume Martin \| Cofidis \| + 54" \| \| \| 6. \| Jai Hindley \| Bora-Hansgrohe \| + 57" \| \| \| 7. \| Rafał Majka \| UAE Team Emirates \| + 1' 00" \| \| \| 8. \| Jack Haig \| Bahrain Victorious \| + 1' 00" \| \| \| 9. \| Louis Meintjes \| Intermarché-Circus-Wanty \| + 1' 00" \| \| \| 10. \| Carlos Rodríguez \| Ineos Grenadiers \| + 1' 03" \| \| |                  |                          |            |
| |                  |                          |            |
| Källa: ProCyclingStats |                  |                          |            |
| Placeringar i etappen |                  |                          |            |
| Cyklist | Cyklist          | Lag                      | Tid        |
| 1. | Giulio Ciccone   | Trek-Segafredo           | 4t 06' 04" |
| 2. | Jonas Vingegaard | Jumbo-Visma              | + 23"      |
| 3. | Adam Yates       | UAE Team Emirates        | + 33"      |
| 4. | Ben O'Connor     | AG2R Citroën Team        | + 49"      |
| 5. | Guillaume Martin | Cofidis                  | + 54"      |
| 6. | Jai Hindley      | Bora-Hansgrohe           | + 57"      |
| 7. | Rafał Majka      | UAE Team Emirates        | + 1' 00"   |
| 8. | Jack Haig        | Bahrain Victorious       | + 1' 00"   |
| 9. | Louis Meintjes   | Intermarché-Circus-Wanty | + 1' 00"   |
| 10. | Carlos Rodríguez | Ineos Grenadiers         | + 1' 03"   |

## Resultat

### Sammanlagt
| \| Totaltävlingen \| Totaltävlingen \| Totaltävlingen \| Totaltävlingen \| Totaltävlingen \| \| Cyklist \| Cyklist \| Lag \| Tid \| \| \| -------------- \| ------------------ \| ------------------------ \| -------------- \| -------------- \| \| 1. \| Jonas Vingegaard \| Jumbo-Visma \| 29t 28' 39" \| \| \| 2. \| Adam Yates \| UAE Team Emirates \| + 2' 23" \| \| \| 3. \| Ben O'Connor \| AG2R Citroën Team \| + 2' 56" \| \| \| 4. \| Jai Hindley \| Bora-Hansgrohe \| + 3' 16" \| \| \| 5. \| Jack Haig \| Bahrain Victorious \| + 3' 47" \| \| \| 6. \| Guillaume Martin \| Cofidis \| + 4' 51" \| \| \| 7. \| Louis Meintjes \| Intermarché-Circus-Wanty \| + 5' 02" \| \| \| 8. \| Torstein Træen \| Uno-X Pro Cycling Team \| + 5' 15" \| \| \| 9. \| Carlos Rodríguez \| Ineos Grenadiers \| + 5' 19" \| \| \| 10. \| Julian Alaphilippe \| Soudal Quick-Step \| + 5' 37" \| \| |                    |                          |             |
| |                    |                          |             |
| Källa: ProCyclingStats |                    |                          |             |
| Totaltävlingen |                    |                          |             |
| Cyklist | Cyklist            | Lag                      | Tid         |
| 1. | Jonas Vingegaard   | Jumbo-Visma              | 29t 28' 39" |
| 2. | Adam Yates         | UAE Team Emirates        | + 2' 23"    |
| 3. | Ben O'Connor       | AG2R Citroën Team        | + 2' 56"    |
| 4. | Jai Hindley        | Bora-Hansgrohe           | + 3' 16"    |
| 5. | Jack Haig          | Bahrain Victorious       | + 3' 47"    |
| 6. | Guillaume Martin   | Cofidis                  | + 4' 51"    |
| 7. | Louis Meintjes     | Intermarché-Circus-Wanty | + 5' 02"    |
| 8. | Torstein Træen     | Uno-X Pro Cycling Team   | + 5' 15"    |
| 9. | Carlos Rodríguez   | Ineos Grenadiers         | + 5' 19"    |
| 10. | Julian Alaphilippe | Soudal Quick-Step        | + 5' 37"    |

### Övriga tävlingar
| Poängtävlingen | Poängtävlingen      | Poängtävlingen     | Poängtävlingen | Poängtävlingen |
| Cyklist        | Cyklist             | Lag                | Poäng          |                |
| -------------- | ------------------- | ------------------ | -------------- | -------------- |
| 1.             | Christophe Laporte  | Jumbo-Visma        | 78 poäng       |                |
| 2.             | Jonas Vingegaard    | Jumbo-Visma        | 64 poäng       |                |
| 3.             | Matteo Trentin      | UAE Team Emirates  | 64 poäng       |                |
| 4.             | Julian Alaphilippe  | Soudal Quick-Step  | 55 poäng       |                |
| 5.             | Adam Yates          | UAE Team Emirates  | 40 poäng       |                |
| 6.             | Jai Hindley         | Bora-Hansgrohe     | 32 poäng       |                |
| 7.             | Fred Wright         | Bahrain Victorious | 30 poäng       |                |
| 8.             | Axel Zingle         | Cofidis            | 30 poäng       |                |
| 9.             | Ben O'Connor        | AG2R Citroën Team  | 28 poäng       |                |
| 10.            | Clément Champoussin | Arkéa-Samsic       | 24 poäng       |                |

| Poängtävlingen | Poängtävlingen      | Poängtävlingen     | Poängtävlingen | Poängtävlingen |
| Cyklist        | Cyklist             | Lag                | Poäng          |                |
| -------------- | ------------------- | ------------------ | -------------- | -------------- |
| 1.             | Christophe Laporte  | Jumbo-Visma        | 78 poäng       |                |
| 2.             | Jonas Vingegaard    | Jumbo-Visma        | 64 poäng       |                |
| 3.             | Matteo Trentin      | UAE Team Emirates  | 64 poäng       |                |
| 4.             | Julian Alaphilippe  | Soudal Quick-Step  | 55 poäng       |                |
| 5.             | Adam Yates          | UAE Team Emirates  | 40 poäng       |                |
| 6.             | Jai Hindley         | Bora-Hansgrohe     | 32 poäng       |                |
| 7.             | Fred Wright         | Bahrain Victorious | 30 poäng       |                |
| 8.             | Axel Zingle         | Cofidis            | 30 poäng       |                |
| 9.             | Ben O'Connor        | AG2R Citroën Team  | 28 poäng       |                |
| 10.            | Clément Champoussin | Arkéa-Samsic       | 24 poäng       |                |

| Bergstävlingen | Bergstävlingen       | Bergstävlingen    | Bergstävlingen | Bergstävlingen |
| Cyklist        | Cyklist              | Lag               | Poäng          |                |
| -------------- | -------------------- | ----------------- | -------------- | -------------- |
| 1.             | Giulio Ciccone       | Trek-Segafredo    | 42 poäng       |                |
| 2.             | Victor Campenaerts   | Lotto Dstny       | 40 poäng       |                |
| 3.             | Jonas Vingegaard     | Jumbo-Visma       | 32 poäng       |                |
| 4.             | Adam Yates           | UAE Team Emirates | 22 poäng       |                |
| 5.             | Julian Alaphilippe   | Soudal Quick-Step | 21 poäng       |                |
| 6.             | Tiesj Benoot         | Jumbo-Visma       | 20 poäng       |                |
| 7.             | Jonathan Castroviejo | Ineos Grenadiers  | 14 poäng       |                |
| 8.             | Mathieu Burgaudeau   | TotalEnergies     | 13 poäng       |                |
| 9.             | Clément Champoussin  | Arkéa-Samsic      | 12 poäng       |                |
| 10.            | Mauri Vansevenant    | Soudal Quick-Step | 12 poäng       |                |

| Bergstävlingen | Bergstävlingen       | Bergstävlingen    | Bergstävlingen | Bergstävlingen |
| Cyklist        | Cyklist              | Lag               | Poäng          |                |
| -------------- | -------------------- | ----------------- | -------------- | -------------- |
| 1.             | Giulio Ciccone       | Trek-Segafredo    | 42 poäng       |                |
| 2.             | Victor Campenaerts   | Lotto Dstny       | 40 poäng       |                |
| 3.             | Jonas Vingegaard     | Jumbo-Visma       | 32 poäng       |                |
| 4.             | Adam Yates           | UAE Team Emirates | 22 poäng       |                |
| 5.             | Julian Alaphilippe   | Soudal Quick-Step | 21 poäng       |                |
| 6.             | Tiesj Benoot         | Jumbo-Visma       | 20 poäng       |                |
| 7.             | Jonathan Castroviejo | Ineos Grenadiers  | 14 poäng       |                |
| 8.             | Mathieu Burgaudeau   | TotalEnergies     | 13 poäng       |                |
| 9.             | Clément Champoussin  | Arkéa-Samsic      | 12 poäng       |                |
| 10.            | Mauri Vansevenant    | Soudal Quick-Step | 12 poäng       |                |

| Ungdomstävlingen | Ungdomstävlingen           | Ungdomstävlingen       | Ungdomstävlingen | Ungdomstävlingen |
| Cyklist          | Cyklist                    | Lag                    | Tid              |                  |
| ---------------- | -------------------------- | ---------------------- | ---------------- | ---------------- |
| 1.               | Carlos Rodríguez           | Ineos Grenadiers       | 29t 33' 58"      |                  |
| 2.               | Max Poole                  | Team DSM               | + 1' 34"         |                  |
| 3.               | Tobias Halland Johannessen | Uno-X Pro Cycling Team | + 2' 41"         |                  |
| 4.               | Lenny Martinez             | Groupama-FDJ           | + 4' 02"         |                  |
| 5.               | Clément Champoussin        | Arkéa-Samsic           | + 6' 23"         |                  |
| 6.               | Attila Valter              | Jumbo-Visma            | + 13' 02"        |                  |
| 7.               | Edoardo Zambanini          | Bahrain Victorious     | + 28' 17"        |                  |
| 8.               | Oscar Onley                | Team DSM               | + 37' 00"        |                  |
| 9.               | Harry Sweeny               | Lotto Dstny            | + 49' 49"        |                  |
| 10.              | Mathieu Burgaudeau         | TotalEnergies          | + 53' 04"        |                  |

| Ungdomstävlingen | Ungdomstävlingen           | Ungdomstävlingen       | Ungdomstävlingen | Ungdomstävlingen |
| Cyklist          | Cyklist                    | Lag                    | Tid              |                  |
| ---------------- | -------------------------- | ---------------------- | ---------------- | ---------------- |
| 1.               | Carlos Rodríguez           | Ineos Grenadiers       | 29t 33' 58"      |                  |
| 2.               | Max Poole                  | Team DSM               | + 1' 34"         |                  |
| 3.               | Tobias Halland Johannessen | Uno-X Pro Cycling Team | + 2' 41"         |                  |
| 4.               | Lenny Martinez             | Groupama-FDJ           | + 4' 02"         |                  |
| 5.               | Clément Champoussin        | Arkéa-Samsic           | + 6' 23"         |                  |
| 6.               | Attila Valter              | Jumbo-Visma            | + 13' 02"        |                  |
| 7.               | Edoardo Zambanini          | Bahrain Victorious     | + 28' 17"        |                  |
| 8.               | Oscar Onley                | Team DSM               | + 37' 00"        |                  |
| 9.               | Harry Sweeny               | Lotto Dstny            | + 49' 49"        |                  |
| 10.              | Mathieu Burgaudeau         | TotalEnergies          | + 53' 04"        |                  |

| Lagtävlingen | Lagtävlingen           | Lagtävlingen | Lagtävlingen |
| Lag          | Lag                    | Tid          |              |
| ------------ | ---------------------- | ------------ | ------------ |
| 1.           | Ineos Grenadiers       | 88t 40' 45"  |              |
| 2.           | UAE Team Emirates      | + 3' 33"     |              |
| 3.           | Bahrain Victorious     | + 9' 54"     |              |
| 4.           | Jumbo-Visma            | + 18' 31"    |              |
| 5.           | Uno-X Pro Cycling Team | + 34' 18"    |              |
| 6.           | Groupama-FDJ           | + 39' 48"    |              |
| 7.           | Movistar Team          | + 47' 13"    |              |
| 8.           | AG2R Citroën Team      | + 53' 49"    |              |
| 9.           | Bora-Hansgrohe         | + 54' 30"    |              |
| 10.          | EF Education-EasyPost  | + 56' 40"    |              |

| Lagtävlingen | Lagtävlingen           | Lagtävlingen | Lagtävlingen |
| Lag          | Lag                    | Tid          |              |
| ------------ | ---------------------- | ------------ | ------------ |
| 1.           | Ineos Grenadiers       | 88t 40' 45"  |              |
| 2.           | UAE Team Emirates      | + 3' 33"     |              |
| 3.           | Bahrain Victorious     | + 9' 54"     |              |
| 4.           | Jumbo-Visma            | + 18' 31"    |              |
| 5.           | Uno-X Pro Cycling Team | + 34' 18"    |              |
| 6.           | Groupama-FDJ           | + 39' 48"    |              |
| 7.           | Movistar Team          | + 47' 13"    |              |
| 8.           | AG2R Citroën Team      | + 53' 49"    |              |
| 9.           | Bora-Hansgrohe         | + 54' 30"    |              |
| 10.          | EF Education-EasyPost  | + 56' 40"    |              |

## Startlista
| Jumbo-Visma TJV | Jumbo-Visma TJV                | Jumbo-Visma TJV |
| --------------- | ------------------------------ | --------------- |
| #               | Cyklist                        | Placering       |
| 1               | Jonas Vingegaard (DEN)         | 1.              |
| 2               | Tiesj Benoot (BEL)             | 28.             |
| 3               | Steven Kruijswijk (NED)        | DNF-2           |
| 4               | Christophe Laporte (FRA)       | 89.             |
| 5               | Attila Valter (HUN) (landsväg) | 26.             |
| 6               | Dylan van Baarle (NED)         | 68.             |
| 7               | Nathan Van Hooydonck (BEL)     | 67.             |

| AG2R Citroën Team ACT | AG2R Citroën Team ACT   | AG2R Citroën Team ACT |
| --------------------- | ----------------------- | --------------------- |
| #                     | Cyklist                 | Placering             |
| 11                    | Ben O'Connor (AUS)      | 3.                    |
| 12                    | Franck Bonnamour (FRA)  | DNF-8                 |
| 13                    | Geoffrey Bouchard (FRA) | DNF-4                 |
| 14                    | Dorian Godon (FRA)      | 41.                   |
| 15                    | Oliver Naesen (BEL)     | 43.                   |
| 16                    | Nans Peters (FRA)       | 54.                   |
| 17                    | Greg Van Avermaet (BEL) | 76.                   |

| Bahrain Victorious TBV | Bahrain Victorious TBV    | Bahrain Victorious TBV |
| ---------------------- | ------------------------- | ---------------------- |
| #                      | Cyklist                   | Placering              |
| 21                     | Mikel Landa (ESP)         | 22.                    |
| 22                     | Matevž Govekar (SLO)      | 108.                   |
| 23                     | Kamil Gradek (POL)        | DNF-8                  |
| 24                     | Jack Haig (AUS)           | 5.                     |
| 25                     | Hermann Pernsteiner (AUT) | 25.                    |
| 26                     | Fred Wright (GBR)         | 62.                    |
| 27                     | Edoardo Zambanini (ITA)   | 34.                    |

| Ineos Grenadiers IGD | Ineos Grenadiers IGD              | Ineos Grenadiers IGD |
| -------------------- | --------------------------------- | -------------------- |
| #                    | Cyklist                           | Placering            |
| 31                   | Egan Bernal (COL)                 | 12.                  |
| 32                   | Jonathan Castroviejo (ESP)        | 31.                  |
| 33                   | Omar Fraile (ESP)                 | 52.                  |
| 34                   | Ethan Hayter (GBR) (tempolopp)    | DNF-1                |
| 35                   | Daniel Martínez (COL)             | 23.                  |
| 36                   | Carlos Rodríguez (ESP) (landsväg) | 9.                   |
| 37                   | Ben Turner (GBR)                  | DNF-4                |

| Bora-Hansgrohe BOH | Bora-Hansgrohe BOH           | Bora-Hansgrohe BOH |
| ------------------ | ---------------------------- | ------------------ |
| #                  | Cyklist                      | Placering          |
| 41                 | Jai Hindley (AUS)            | 4.                 |
| 42                 | Sam Bennett (IRL)            | 109.               |
| 43                 | Emanuel Buchmann (GER)       | 19.                |
| 44                 | Patrick Gamper (AUT)         | 90.                |
| 45                 | Ryan Mullen (IRL)            | 111.               |
| 46                 | Nils Politt (GER) (landsväg) | 48.                |
| 47                 | Danny van Poppel (NED)       | 80.                |

| Soudal Quick-Step SOQ | Soudal Quick-Step SOQ             | Soudal Quick-Step SOQ |
| --------------------- | --------------------------------- | --------------------- |
| #                     | Cyklist                           | Placering             |
| 51                    | Julian Alaphilippe (FRA)          | 10.                   |
| 52                    | Andrea Bagioli (ITA)              | 70.                   |
| 53                    | Rémi Cavagna (FRA)                | 81.                   |
| 54                    | Dries Devenyns (BEL)              | DNF-8                 |
| 55                    | Florian Sénéchal (FRA) (landsväg) | 87.                   |
| 56                    | Mauri Vansevenant (BEL)           | 58.                   |
| 57                    | Ethan Vernon (GBR)                | 107.                  |

| Groupama-FDJ GFC | Groupama-FDJ GFC         | Groupama-FDJ GFC |
| ---------------- | ------------------------ | ---------------- |
| #                | Cyklist                  | Placering        |
| 61               | David Gaudu (FRA)        | 30.              |
| 62               | Kevin Geniets (LUX)      | 29.              |
| 63               | Matthieu Ladagnous (FRA) | 113.             |
| 64               | Olivier Le Gac (FRA)     | 106.             |
| 65               | Valentin Madouas (FRA)   | 42.              |
| 66               | Lenny Martinez (FRA)     | 18.              |
| 67               | Reuben Thompson (NZL)    | 85.              |

| EF Education-EasyPost EFE | EF Education-EasyPost EFE        | EF Education-EasyPost EFE |
| ------------------------- | -------------------------------- | ------------------------- |
| #                         | Cyklist                          | Placering                 |
| 71                        | Richard Carapaz (ECU) (landsväg) | 36.                       |
| 72                        | Andrey Amador (CRC)              | 100.                      |
| 73                        | Esteban Chaves (COL) (landsväg)  | 32.                       |
| 74                        | Owain Doull (GBR)                | 91.                       |
| 75                        | Andrea Piccolo (ITA)             | 102.                      |
| 76                        | Sean Quinn (USA)                 | DNF-8                     |
| 77                        | James Shaw (GBR)                 | 24.                       |

| Intermarché-Circus-Wanty ICW | Intermarché-Circus-Wanty ICW    | Intermarché-Circus-Wanty ICW |
| ---------------------------- | ------------------------------- | ---------------------------- |
| #                            | Cyklist                         | Placering                    |
| 81                           | Louis Meintjes (RSA)            | 7.                           |
| 82                           | Rune Herregodts (BEL)           | DNF-7                        |
| 83                           | Madis Mihkels (EST)             | DNF-8                        |
| 84                           | Hugo Page (FRA)                 | DNF-1                        |
| 85                           | Tom Paquot (BEL)                | 101.                         |
| 86                           | Rein Taaramäe (EST) (tempolopp) | 94.                          |
| 87                           | Georg Zimmermann (GER)          | 45.                          |

| Movistar Team MOV | Movistar Team MOV       | Movistar Team MOV |
| ----------------- | ----------------------- | ----------------- |
| #                 | Cyklist                 | Placering         |
| 91                | Enric Mas (ESP)         | 17.               |
| 92                | Jorge Arcas (ESP)       | 99.               |
| 93                | Matteo Jorgenson (USA)  | 63.               |
| 94                | Gregor Mühlberger (AUT) | DNF-8             |
| 95                | Nelson Oliveira (POR)   | 49.               |
| 96                | Antonio Pedrero (ESP)   | 27.               |
| 97                | Sergio Samitier (ESP)   | 75.               |

| Trek-Segafredo TFS | Trek-Segafredo TFS       | Trek-Segafredo TFS |
| ------------------ | ------------------------ | ------------------ |
| #                  | Cyklist                  | Placering          |
| 101                | Giulio Ciccone (ITA)     | 11.                |
| 102                | Jon Aberasturi (ESP)     | 112.               |
| 103                | Kenny Elissonde (FRA)    | 73.                |
| 104                | Markus Hoelgaard (NOR)   | DNF-7              |
| 105                | Juan Pedro López (ESP)   | 38.                |
| 106                | Natnael Tesfatsion (ERI) | DNF-6              |
| 107                | Antwan Tolhoek (NED)     | DNF-1              |

| UAE Team Emirates UAD | UAE Team Emirates UAD                              | UAE Team Emirates UAD |
| --------------------- | -------------------------------------------------- | --------------------- |
| #                     | Cyklist                                            | Placering             |
| 111                   | Adam Yates (GBR)                                   | 2.                    |
| 112                   | Ivo Oliveira (POR)                                 | 114.                  |
| 113                   | Mikkel Bjerg (DEN)                                 | 55.                   |
| 114                   | Felix Großschartner (AUT) (landsväg och tempolopp) | 21.                   |
| 115                   | Vegard Stake Laengen (NOR)                         | 64.                   |
| 116                   | Rafał Majka (POL)                                  | 14.                   |
| 117                   | Matteo Trentin (ITA)                               | 74.                   |

| Cofidis COF | Cofidis COF               | Cofidis COF |
| ----------- | ------------------------- | ----------- |
| #           | Cyklist                   | Placering   |
| 121         | Guillaume Martin (FRA)    | 6.          |
| 122         | Eddy Finé (FRA)           | 95.         |
| 123         | Anthony Perez (FRA)       | 83.         |
| 124         | Pierre-Luc Périchon (FRA) | 60.         |
| 125         | Benjamin Thomas (FRA)     | DNF-8       |
| 126         | Harrison Wood (GBR)       | 77.         |
| 127         | Axel Zingle (FRA)         | 98.         |

| Uno-X Pro Cycling Team UXT | Uno-X Pro Cycling Team UXT       | Uno-X Pro Cycling Team UXT |
| -------------------------- | -------------------------------- | -------------------------- |
| #                          | Cyklist                          | Placering                  |
| 131                        | Tobias Halland Johannessen (NOR) | 15.                        |
| 132                        | Martin Bugge Urianstad (NOR)     | DNF-8                      |
| 133                        | Anthon Charmig (DEN)             | 56.                        |
| 134                        | Fredrik Dversnes (NOR)           | 96.                        |
| 135                        | Anders Halland Johannessen (NOR) | 59.                        |
| 136                        | Torstein Træen (NOR)             | 8.                         |
| 137                        | Jonas Gregaard (DEN)             | 92.                        |

| Lotto Dstny LTD | Lotto Dstny LTD          | Lotto Dstny LTD |
| --------------- | ------------------------ | --------------- |
| #               | Cyklist                  | Placering       |
| 141             | Maxim Van Gils (BEL)     | DNF-5           |
| 142             | Victor Campenaerts (BEL) | 82.             |
| 143             | Thomas De Gendt (BEL)    | DNF-8           |
| 144             | Milan Menten (BEL)       | DNS-7           |
| 145             | Eduardo Sepúlveda (ARG)  | 33.             |
| 146             | Harry Sweeny (AUS)       | 46.             |
| 147             | Brent Van Moer (BEL)     | 61.             |

| Team Jayco AlUla JAY | Team Jayco AlUla JAY              | Team Jayco AlUla JAY |
| -------------------- | --------------------------------- | -------------------- |
| #                    | Cyklist                           | Placering            |
| 151                  | Dylan Groenewegen (NED)           | DNS-6                |
| 152                  | Lawson Craddock (USA) (tempolopp) | 79.                  |
| 153                  | Luke Durbridge (AUS)              | 88.                  |
| 154                  | Tsgabu Grmay (ETH)                | 44.                  |
| 155                  | Chris Harper (AUS)                | 16.                  |
| 156                  | Rudy Porter (AUS)                 | DNF-6                |
| 157                  | Elmar Reinders (NED)              | DNS-7                |

| TotalEnergies TEN | TotalEnergies TEN          | TotalEnergies TEN |
| ----------------- | -------------------------- | ----------------- |
| #                 | Cyklist                    | Placering         |
| 161               | Pierre-Roger Latour (FRA)  | DNF-8             |
| 162               | Edvald Boasson Hagen (NOR) | 72.               |
| 163               | Mathieu Burgaudeau (FRA)   | 50.               |
| 164               | Steff Cras (BEL)           | DNF-2             |
| 165               | Fabien Grellier (FRA)      | 110.              |
| 166               | Mattéo Vercher (FRA)       | DNF-8             |
| 167               | Alexis Vuillermoz (FRA)    | 37.               |

| Team DSM DSM | Team DSM DSM         | Team DSM DSM |
| ------------ | -------------------- | ------------ |
| #            | Cyklist              | Placering    |
| 171          | Marco Brenner (GER)  | 71.          |
| 172          | Romain Combaud (FRA) | DNF-2        |
| 173          | Leon Heinschke (GER) | 103.         |
| 174          | Lorenzo Milesi (ITA) | 104.         |
| 175          | Oscar Onley (GBR)    | 40.          |
| 176          | Max Poole (GBR)      | 13.          |
| 177          | Florian Stork (GER)  | 97.          |

| Alpecin-Deceuninck ADC | Alpecin-Deceuninck ADC      | Alpecin-Deceuninck ADC |
| ---------------------- | --------------------------- | ---------------------- |
| #                      | Cyklist                     | Placering              |
| 181                    | Jason Osborne (GER)         | 51.                    |
| 182                    | Tobias Bayer (AUT)          | 53.                    |
| 183                    | Nicola Conci (ITA)          | 86.                    |
| 184                    | Jimmy Janssens (BEL)        | 65.                    |
| 185                    | Robert Stannard (AUS)       | 57.                    |
| 186                    | Lionel Taminiaux (BEL)      | 116.                   |
| 187                    | Fabio Van den Bossche (BEL) | 105.                   |

| Astana Qazaqstan Team AST | Astana Qazaqstan Team AST | Astana Qazaqstan Team AST |
| ------------------------- | ------------------------- | ------------------------- |
| #                         | Cyklist                   | Placering                 |
| 191                       | David de la Cruz (ESP)    | 35.                       |
| 192                       | Manuele Boaro (ITA)       | DNF-6                     |
| 193                       | Joe Dombrowski (USA)      | 66.                       |
| 194                       | Gianmarco Garofoli (ITA)  | 78.                       |
| 195                       | Antonio Nibali (ITA)      | 69.                       |
| 196                       | Alexandr Riabushenko      | 115.                      |
| 197                       | Andrej Zejts (KAZ)        | DNF-3                     |

| Arkéa-Samsic ARK | Arkéa-Samsic ARK          | Arkéa-Samsic ARK |
| ---------------- | ------------------------- | ---------------- |
| #                | Cyklist                   | Placering        |
| 201              | Clément Champoussin (FRA) | 20.              |
| 202              | Anthony Delaplace (FRA)   | 47.              |
| 203              | Donavan Grondin (FRA)     | DNF-6            |
| 204              | Simon Guglielmi (FRA)     | 39.              |
| 205              | Hugo Hofstetter (FRA)     | DNS-4            |
| 206              | Kévin Ledanois (FRA)      | 93.              |
| 207              | Łukasz Owsian (POL)       | 84.              |

| Jumbo-Visma TJV | Jumbo-Visma TJV                | Jumbo-Visma TJV |
| --------------- | ------------------------------ | --------------- |
| #               | Cyklist                        | Placering       |
| 1               | Jonas Vingegaard (DEN)         | 1.              |
| 2               | Tiesj Benoot (BEL)             | 28.             |
| 3               | Steven Kruijswijk (NED)        | DNF-2           |
| 4               | Christophe Laporte (FRA)       | 89.             |
| 5               | Attila Valter (HUN) (landsväg) | 26.             |
| 6               | Dylan van Baarle (NED)         | 68.             |
| 7               | Nathan Van Hooydonck (BEL)     | 67.             |

| AG2R Citroën Team ACT | AG2R Citroën Team ACT   | AG2R Citroën Team ACT |
| --------------------- | ----------------------- | --------------------- |
| #                     | Cyklist                 | Placering             |
| 11                    | Ben O'Connor (AUS)      | 3.                    |
| 12                    | Franck Bonnamour (FRA)  | DNF-8                 |
| 13                    | Geoffrey Bouchard (FRA) | DNF-4                 |
| 14                    | Dorian Godon (FRA)      | 41.                   |
| 15                    | Oliver Naesen (BEL)     | 43.                   |
| 16                    | Nans Peters (FRA)       | 54.                   |
| 17                    | Greg Van Avermaet (BEL) | 76.                   |

| Bahrain Victorious TBV | Bahrain Victorious TBV    | Bahrain Victorious TBV |
| ---------------------- | ------------------------- | ---------------------- |
| #                      | Cyklist                   | Placering              |
| 21                     | Mikel Landa (ESP)         | 22.                    |
| 22                     | Matevž Govekar (SLO)      | 108.                   |
| 23                     | Kamil Gradek (POL)        | DNF-8                  |
| 24                     | Jack Haig (AUS)           | 5.                     |
| 25                     | Hermann Pernsteiner (AUT) | 25.                    |
| 26                     | Fred Wright (GBR)         | 62.                    |
| 27                     | Edoardo Zambanini (ITA)   | 34.                    |

| Ineos Grenadiers IGD | Ineos Grenadiers IGD              | Ineos Grenadiers IGD |
| -------------------- | --------------------------------- | -------------------- |
| #                    | Cyklist                           | Placering            |
| 31                   | Egan Bernal (COL)                 | 12.                  |
| 32                   | Jonathan Castroviejo (ESP)        | 31.                  |
| 33                   | Omar Fraile (ESP)                 | 52.                  |
| 34                   | Ethan Hayter (GBR) (tempolopp)    | DNF-1                |
| 35                   | Daniel Martínez (COL)             | 23.                  |
| 36                   | Carlos Rodríguez (ESP) (landsväg) | 9.                   |
| 37                   | Ben Turner (GBR)                  | DNF-4                |

| Bora-Hansgrohe BOH | Bora-Hansgrohe BOH           | Bora-Hansgrohe BOH |
| ------------------ | ---------------------------- | ------------------ |
| #                  | Cyklist                      | Placering          |
| 41                 | Jai Hindley (AUS)            | 4.                 |
| 42                 | Sam Bennett (IRL)            | 109.               |
| 43                 | Emanuel Buchmann (GER)       | 19.                |
| 44                 | Patrick Gamper (AUT)         | 90.                |
| 45                 | Ryan Mullen (IRL)            | 111.               |
| 46                 | Nils Politt (GER) (landsväg) | 48.                |
| 47                 | Danny van Poppel (NED)       | 80.                |

| Soudal Quick-Step SOQ | Soudal Quick-Step SOQ             | Soudal Quick-Step SOQ |
| --------------------- | --------------------------------- | --------------------- |
| #                     | Cyklist                           | Placering             |
| 51                    | Julian Alaphilippe (FRA)          | 10.                   |
| 52                    | Andrea Bagioli (ITA)              | 70.                   |
| 53                    | Rémi Cavagna (FRA)                | 81.                   |
| 54                    | Dries Devenyns (BEL)              | DNF-8                 |
| 55                    | Florian Sénéchal (FRA) (landsväg) | 87.                   |
| 56                    | Mauri Vansevenant (BEL)           | 58.                   |
| 57                    | Ethan Vernon (GBR)                | 107.                  |

| Groupama-FDJ GFC | Groupama-FDJ GFC         | Groupama-FDJ GFC |
| ---------------- | ------------------------ | ---------------- |
| #                | Cyklist                  | Placering        |
| 61               | David Gaudu (FRA)        | 30.              |
| 62               | Kevin Geniets (LUX)      | 29.              |
| 63               | Matthieu Ladagnous (FRA) | 113.             |
| 64               | Olivier Le Gac (FRA)     | 106.             |
| 65               | Valentin Madouas (FRA)   | 42.              |
| 66               | Lenny Martinez (FRA)     | 18.              |
| 67               | Reuben Thompson (NZL)    | 85.              |

| EF Education-EasyPost EFE | EF Education-EasyPost EFE        | EF Education-EasyPost EFE |
| ------------------------- | -------------------------------- | ------------------------- |
| #                         | Cyklist                          | Placering                 |
| 71                        | Richard Carapaz (ECU) (landsväg) | 36.                       |
| 72                        | Andrey Amador (CRC)              | 100.                      |
| 73                        | Esteban Chaves (COL) (landsväg)  | 32.                       |
| 74                        | Owain Doull (GBR)                | 91.                       |
| 75                        | Andrea Piccolo (ITA)             | 102.                      |
| 76                        | Sean Quinn (USA)                 | DNF-8                     |
| 77                        | James Shaw (GBR)                 | 24.                       |

| Intermarché-Circus-Wanty ICW | Intermarché-Circus-Wanty ICW    | Intermarché-Circus-Wanty ICW |
| ---------------------------- | ------------------------------- | ---------------------------- |
| #                            | Cyklist                         | Placering                    |
| 81                           | Louis Meintjes (RSA)            | 7.                           |
| 82                           | Rune Herregodts (BEL)           | DNF-7                        |
| 83                           | Madis Mihkels (EST)             | DNF-8                        |
| 84                           | Hugo Page (FRA)                 | DNF-1                        |
| 85                           | Tom Paquot (BEL)                | 101.                         |
| 86                           | Rein Taaramäe (EST) (tempolopp) | 94.                          |
| 87                           | Georg Zimmermann (GER)          | 45.                          |

| Movistar Team MOV | Movistar Team MOV       | Movistar Team MOV |
| ----------------- | ----------------------- | ----------------- |
| #                 | Cyklist                 | Placering         |
| 91                | Enric Mas (ESP)         | 17.               |
| 92                | Jorge Arcas (ESP)       | 99.               |
| 93                | Matteo Jorgenson (USA)  | 63.               |
| 94                | Gregor Mühlberger (AUT) | DNF-8             |
| 95                | Nelson Oliveira (POR)   | 49.               |
| 96                | Antonio Pedrero (ESP)   | 27.               |
| 97                | Sergio Samitier (ESP)   | 75.               |

| Trek-Segafredo TFS | Trek-Segafredo TFS       | Trek-Segafredo TFS |
| ------------------ | ------------------------ | ------------------ |
| #                  | Cyklist                  | Placering          |
| 101                | Giulio Ciccone (ITA)     | 11.                |
| 102                | Jon Aberasturi (ESP)     | 112.               |
| 103                | Kenny Elissonde (FRA)    | 73.                |
| 104                | Markus Hoelgaard (NOR)   | DNF-7              |
| 105                | Juan Pedro López (ESP)   | 38.                |
| 106                | Natnael Tesfatsion (ERI) | DNF-6              |
| 107                | Antwan Tolhoek (NED)     | DNF-1              |

| UAE Team Emirates UAD | UAE Team Emirates UAD                              | UAE Team Emirates UAD |
| --------------------- | -------------------------------------------------- | --------------------- |
| #                     | Cyklist                                            | Placering             |
| 111                   | Adam Yates (GBR)                                   | 2.                    |
| 112                   | Ivo Oliveira (POR)                                 | 114.                  |
| 113                   | Mikkel Bjerg (DEN)                                 | 55.                   |
| 114                   | Felix Großschartner (AUT) (landsväg och tempolopp) | 21.                   |
| 115                   | Vegard Stake Laengen (NOR)                         | 64.                   |
| 116                   | Rafał Majka (POL)                                  | 14.                   |
| 117                   | Matteo Trentin (ITA)                               | 74.                   |

| Cofidis COF | Cofidis COF               | Cofidis COF |
| ----------- | ------------------------- | ----------- |
| #           | Cyklist                   | Placering   |
| 121         | Guillaume Martin (FRA)    | 6.          |
| 122         | Eddy Finé (FRA)           | 95.         |
| 123         | Anthony Perez (FRA)       | 83.         |
| 124         | Pierre-Luc Périchon (FRA) | 60.         |
| 125         | Benjamin Thomas (FRA)     | DNF-8       |
| 126         | Harrison Wood (GBR)       | 77.         |
| 127         | Axel Zingle (FRA)         | 98.         |

| Uno-X Pro Cycling Team UXT | Uno-X Pro Cycling Team UXT       | Uno-X Pro Cycling Team UXT |
| -------------------------- | -------------------------------- | -------------------------- |
| #                          | Cyklist                          | Placering                  |
| 131                        | Tobias Halland Johannessen (NOR) | 15.                        |
| 132                        | Martin Bugge Urianstad (NOR)     | DNF-8                      |
| 133                        | Anthon Charmig (DEN)             | 56.                        |
| 134                        | Fredrik Dversnes (NOR)           | 96.                        |
| 135                        | Anders Halland Johannessen (NOR) | 59.                        |
| 136                        | Torstein Træen (NOR)             | 8.                         |
| 137                        | Jonas Gregaard (DEN)             | 92.                        |

| Lotto Dstny LTD | Lotto Dstny LTD          | Lotto Dstny LTD |
| --------------- | ------------------------ | --------------- |
| #               | Cyklist                  | Placering       |
| 141             | Maxim Van Gils (BEL)     | DNF-5           |
| 142             | Victor Campenaerts (BEL) | 82.             |
| 143             | Thomas De Gendt (BEL)    | DNF-8           |
| 144             | Milan Menten (BEL)       | DNS-7           |
| 145             | Eduardo Sepúlveda (ARG)  | 33.             |
| 146             | Harry Sweeny (AUS)       | 46.             |
| 147             | Brent Van Moer (BEL)     | 61.             |

| Team Jayco AlUla JAY | Team Jayco AlUla JAY              | Team Jayco AlUla JAY |
| -------------------- | --------------------------------- | -------------------- |
| #                    | Cyklist                           | Placering            |
| 151                  | Dylan Groenewegen (NED)           | DNS-6                |
| 152                  | Lawson Craddock (USA) (tempolopp) | 79.                  |
| 153                  | Luke Durbridge (AUS)              | 88.                  |
| 154                  | Tsgabu Grmay (ETH)                | 44.                  |
| 155                  | Chris Harper (AUS)                | 16.                  |
| 156                  | Rudy Porter (AUS)                 | DNF-6                |
| 157                  | Elmar Reinders (NED)              | DNS-7                |

| TotalEnergies TEN | TotalEnergies TEN          | TotalEnergies TEN |
| ----------------- | -------------------------- | ----------------- |
| #                 | Cyklist                    | Placering         |
| 161               | Pierre-Roger Latour (FRA)  | DNF-8             |
| 162               | Edvald Boasson Hagen (NOR) | 72.               |
| 163               | Mathieu Burgaudeau (FRA)   | 50.               |
| 164               | Steff Cras (BEL)           | DNF-2             |
| 165               | Fabien Grellier (FRA)      | 110.              |
| 166               | Mattéo Vercher (FRA)       | DNF-8             |
| 167               | Alexis Vuillermoz (FRA)    | 37.               |

| Team DSM DSM | Team DSM DSM         | Team DSM DSM |
| ------------ | -------------------- | ------------ |
| #            | Cyklist              | Placering    |
| 171          | Marco Brenner (GER)  | 71.          |
| 172          | Romain Combaud (FRA) | DNF-2        |
| 173          | Leon Heinschke (GER) | 103.         |
| 174          | Lorenzo Milesi (ITA) | 104.         |
| 175          | Oscar Onley (GBR)    | 40.          |
| 176          | Max Poole (GBR)      | 13.          |
| 177          | Florian Stork (GER)  | 97.          |

| Alpecin-Deceuninck ADC | Alpecin-Deceuninck ADC      | Alpecin-Deceuninck ADC |
| ---------------------- | --------------------------- | ---------------------- |
| #                      | Cyklist                     | Placering              |
| 181                    | Jason Osborne (GER)         | 51.                    |
| 182                    | Tobias Bayer (AUT)          | 53.                    |
| 183                    | Nicola Conci (ITA)          | 86.                    |
| 184                    | Jimmy Janssens (BEL)        | 65.                    |
| 185                    | Robert Stannard (AUS)       | 57.                    |
| 186                    | Lionel Taminiaux (BEL)      | 116.                   |
| 187                    | Fabio Van den Bossche (BEL) | 105.                   |

| Astana Qazaqstan Team AST | Astana Qazaqstan Team AST | Astana Qazaqstan Team AST |
| ------------------------- | ------------------------- | ------------------------- |
| #                         | Cyklist                   | Placering                 |
| 191                       | David de la Cruz (ESP)    | 35.                       |
| 192                       | Manuele Boaro (ITA)       | DNF-6                     |
| 193                       | Joe Dombrowski (USA)      | 66.                       |
| 194                       | Gianmarco Garofoli (ITA)  | 78.                       |
| 195                       | Antonio Nibali (ITA)      | 69.                       |
| 196                       | Alexandr Riabushenko      | 115.                      |
| 197                       | Andrej Zejts (KAZ)        | DNF-3                     |

| Arkéa-Samsic ARK | Arkéa-Samsic ARK          | Arkéa-Samsic ARK |
| ---------------- | ------------------------- | ---------------- |
| #                | Cyklist                   | Placering        |
| 201              | Clément Champoussin (FRA) | 20.              |
| 202              | Anthony Delaplace (FRA)   | 47.              |
| 203              | Donavan Grondin (FRA)     | DNF-6            |
| 204              | Simon Guglielmi (FRA)     | 39.              |
| 205              | Hugo Hofstetter (FRA)     | DNS-4            |
| 206              | Kévin Ledanois (FRA)      | 93.              |
| 207              | Łukasz Owsian (POL)       | 84.              |